# Lee Beom-seok (Politiker, 1900)
Lee Beom-seok (* 12. Dezember 1900 in Seoul; † 11. Mai 1972 ebenda) war ein südkoreanischer Politiker, der unter anderem zwischen 1948 und 1950 Premierminister der Republik Korea war.

## Leben
Lee Beom-seok absolvierte eine militärische Ausbildung in China sowie der damaligen Mandschurei und gründete eine nationalistische koreanische Armeegruppe, die gegen die japanischen Besatzungstruppen in Korea kämpfte. Er errang zwar mit seinem Truppenverband bei der Schlacht von Qingshanli in der Mandschurei im Oktober 1920 einen wichtigen Erfolg gegen die japanischen Truppen, wurde aber letztlich gezwungen sich in die Sowjetunion zurückzuziehen. Bald darauf kehrte er nach China zurück und kämpfte 1931 zusammen mit den mandschurischen Truppen gegen die Besetzung der Mandschurei durch Japan. Während des am 7. Juli 1937 begonnenen Zweiten Japanisch-Chinesischen Krieg fungierte er als Chef des Stabes der 51. Armee. Später gründete er die Koreanische Befreiungsarmee und war während dieses Krieges bis zur Kapitulation Japans am 2. September 1945 Kommandeur der antijapanischen Truppen der Provisorischen Regierung der Republik Korea in China.
Nach der Teilung der koreanischen Halbinsel ging Lee Beom-seok in den Süden Koreas und gründete dort gemeinsam mit Ahn Ho-sang die paramilitärische Koreanische Nationale Jugendorganisation. Am 1. August 1948 wurde er von der Nationalversammlung (Gukhoe) zum ersten Premierminister der Republik Korea ernannt, die formell erst am 15. August 1948 gegründet wurde. Zugleich fungierte er zwischen dem 1. August 1948 und März 1949 als erster Verteidigungsminister. Das Amt des Premierministers bekleidete er bis zum 21. April 1950 und wurde dann durch Shin Sung-mo abgelöst. Am 21. April 1950 trat er zurück, nachdem seine Koreanische Nationale Jugendorganisation nicht als offizielle Organisation anerkannt worden war. Danach war er als Nachfolger von Shin Suk-woo zwischen 1950 und seiner Ablösung durch Kim Hong-il 1951 Botschafter in der Republik China. Er blieb allerdings von Einfluss auf das Militär und übernahm im Mai 1952 als Nachfolger von Jang Seok-yun als Innenminister die Verantwortung für die Polizei. Wenige Wochen später übergab er dieses Amt an Kim Taesun.
Im Juli 1952 wurde Lee Beom-seok von der Liberalen Partei zum Kandidaten für das Amt des Vizepräsidenten nominiert. Präsident Rhee Syng-man sah in ihm jedoch einen möglichen innerparteilichen Kandidaten und verhinderte seine Wahl zum Vizepräsidenten. In der Folgezeit verloren er und seine Unterstützer schließlich ihre Posten in Partei und Regierung, woraufhin er sich weitgehend aus dem politischen Leben zurückzog.